# Pacto trilateral británico-polaco-ucraniano
El pacto trilateral británico-polaco-ucraniano es un acuerdo entre Polonia, Ucrania y el Reino Unido anunciado en Kiev el 17 de febrero de 2022 por Dmytro Kuleba, Ministro de Relaciones Exteriores de Ucrania, y Liz Truss, Secretaria de Relaciones Exteriores del Reino Unido, para apoyarse en materia de ciberseguridad, seguridad energética y lucha contra la desinformación. La creación del nuevo eje Londres-Varsovia-Kiev se lleva a cabo en el contexto de un empeoramiento significativo de la situación de seguridad en las fronteras de Ucrania y el suministro activo de armas por parte del Reino Unido y Polonia a Ucrania.
Ucrania inició esta cooperación trilateral en octubre de 2021. El Ministro de Relaciones Exteriores de Ucrania, Dmytro Kuleba, anunció una "pequeña alianza" entre Ucrania, el Reino Unido y Polonia el 1 de febrero de 2022. El pacto de seguridad fue anunciado oficialmente el 17 de febrero.
Este pacto sin nombre es parte de una estrategia más amplia de Ucrania para formar pequeñas alianzas: el Triángulo de Lublin (Ucrania-Polonia-Lituania), el Trío de la Asociación (Ucrania-Georgia-Moldavia) y la Cuadriga (Ucrania-Turquía).

## Historia

### Negociaciones tempranas
El 18 de enero de 2022, el Ministerio de Relaciones Exteriores de Polonia publicó un mensaje en Twitter, diciendo que los ministros de Relaciones Exteriores de Polonia, Ucrania y el Reino Unido "discutieron la perspectiva de una cooperación trilateral".
El 21 de enero, la canciller británica Liz Truss anunció "nuevos lazos trilaterales con Polonia y Ucrania" durante un discurso en el Instituto Lowy en Australia. Se considera que este formato fue discutido durante la visita del presidente Volodímir Zelenski a Londres en diciembre anterior.
Según BBC News Ucrania, las partes ultimaron los detalles del acuerdo a finales de enero de 2022. Originalmente estaba previsto que el acuerdo se anunciara el 31 de enero, durante una visita a Ucrania de Liz Truss.
El 1 de febrero, Boris Johnson y Mateusz Morawiecki llegaron a Kiev, donde se reunieron con el ministro de Relaciones Exteriores de Ucrania, Dmytro Kuleba, y se esperaba que anunciaran el nuevo pacto. El día anterior, Boris Johnson canceló un viaje a Japón previsto para mediados de febrero debido al aumento de las tensiones en torno a Ucrania.
El embajador de Ucrania en el Reino Unido, Vadym Prystaiko, en una entrevista con BBC News Ucrania hizo un comentario sobre la futura alianza. En respuesta a una pregunta directa sobre el trabajo de la futura alianza, Prystaiko aconsejó esperar hasta el 31 de enero, pero dijo que "no es exactamente la OTAN para tres". Según Prystaiko, Ucrania debe basar sus acciones en la disposición de los miembros individuales de la OTAN para ayudar ahora. Recordó que Gran Bretaña se estaba convirtiendo en un aliado cada vez más serio de Ucrania: un acuerdo de asociación estratégica, un acuerdo de $2 mil millones, el suministro de armas antitanque, la construcción de barcos y bases navales. Prystaiko explica los motivos de Gran Bretaña de la siguiente manera: después de abandonar la Unión Europea, Londres adoptó el concepto de "Gran Bretaña global":

Después de abandonar la UE, adoptaron el concepto de 'Gran Bretaña global'. Ven su interés, necesitan un amigo como Ucrania. Una analogía típica es la relación seria entre Polonia y Gran Bretaña. A los ojos de los británicos, Ucrania es un Estado poderoso al otro lado del continente europeo"
Vadym Pristaiko

El experto Oleksandr Kraiev enfatizó que tal alianza es parte de la estrategia de Gran Bretaña para restaurar su influencia en el mundo y la región después del Brexit. "Por supuesto, estas son las ambiciones políticas de Gran Bretaña", dijo. Además, estos tres países se oponen activamente a la amenaza rusa. Por otro lado, dijo Krayev, los tres países "tienen preguntas" y algunos reclamos a Bruselas, es decir, a la UE. En la OTAN, no todos los países están listos para oponerse resueltamente a la amenaza rusa, por lo que Gran Bretaña continúa con las tácticas de pequeñas alianzas para trabajar de manera más efectiva en Europa del Este:

Por lo tanto, tal alianza de tres puede actuar como una especie de Pequeña Entente, como lo fue a principios del siglo XX, cuando Europa Central y Oriental formaron un pequeño bloque y compartieron los objetivos de la Gran Entente. Más países en el flanco oriental pueden estar involucrado en la alianza. Para Gran Bretaña, a la larga, esto será posicionarse como el principal patrocinador de la defensa del flanco oriental de la OTAN, esta es una nueva posición geopolítica.
Oleksandr Kraiev

Serhii Herasymchuk, subdirector del Consejo de Política Exterior del Prisma de Ucrania, explicó cómo Polonia se beneficia de la alianza:

Esto los pone a la par de los británicos, los fortalece dentro de la Unión Europea y demuestra que Polonia está comprometiendo junto a Gran Bretaña en tareas de seguridad de interés de la UE. Necesitan a Ucrania para que no haya una gran frontera con Rusia. Rusia En general, en esta alianza, los polacos representan indirectamente a la UE, que también se está convirtiendo en un actor de seguridad de alguna manera.
Serhii Herasymchuk

Recordó que, en los últimos años, Varsovia ha tenido conflictos con Bruselas. Y la reciente resolución del conflicto de inspiración rusa con los inmigrantes y ayudar a la escalada en Ucrania serán los argumentos adicionales de Polonia en el debate con los líderes de la UE. Según los expertos, la participación de Londres en la alianza regional es solo el primer paso hacia el fortalecimiento de Gran Bretaña en la región. Y Ucrania debería beneficiarse enormemente de esto y ayudar a reducir la amenaza de Moscú.

### Anuncio
Durante su discurso en la Rada Suprema de Ucrania, el presidente de Ucrania, Volodímir Zelenski, anunció la creación de un nuevo formato político de cooperación en Europa, entre Polonia, Ucrania y el Reino Unido. Además, el ministro de Relaciones Exteriores, Dmytro Kuleba, anunció oficialmente por primera vez los detalles de un nuevo formato de cooperación entre Ucrania, Polonia y Gran Bretaña, cuya creación debería anunciarse en un futuro próximo y "aportar un poco de claridad", revela detalles que pueden ya se compartirá, ya que la información ya se ha publicado en el espacio público y provocó una animada discusión. Según él, Ucrania tomó la iniciativa de crear dicho formato en octubre de 2021.

Para ser honesto, fue molesto ver cuando los primeros comentaristas ucranianos atribuyeron automáticamente esta iniciativa a nuestros socios, así que repito una vez más: crean en su estado. Estoy agradecido con mis colegas y amigos Liz Truss y Zbigniew Rau que respondieron, y comenzó a hervir el trabajo trilateral bajo los auspicios de las Cancillerías de los tres países, a lo que cada país hace una contribución igualmente importante. Les recuerdo: el fondo es que no podemos esperar seguridad y prosperidad en el futuro cuando nos convirtamos en miembros de la UE y la OTAN. Los necesitamos hoy. Por lo tanto, ya estamos logrando un fortalecimiento práctico hoy, uniendo países amigos y afines en pequeñas alianzas. Estamos creando un cinturón de seguridad y prosperidad y fortaleciendo el eje Báltico-Mar Negro. Así apareció el Triángulo de Lublin con Polonia y Lituania, la Cuadriga con Turquía, el Trío Asociado con Georgia y Moldavia, Varsovia, Kiev y Londres no sólo han hecho una comprensión realista de las amenazas a la seguridad de Europa y una estrategia para contrarrestar los desafíos de la Federación Rusa, pero también un gran potencial para la cooperación trilateral en comercio, inversión, energía, incluida la energía renovable. Al conectar el Atlántico, el Báltico y el Mar Negro con nuestros esfuerzos, creamos nuevas oportunidades para nuestros países y para la región.
Dmytro Kuleba

Dmytro Kuleba señaló que la creación del formato se anunciaría oficialmente el 2 de febrero en Kiev con la llegada de la canciller británica Liz Trass, pero como ella contrajo el coronavirus, el anuncio se pospuso. El Primer Ministro de Polonia, Mateusz Morawiecki, declaró en una reunión informativa con el Primer Ministro de Ucrania, Denys Shmyhal, el 1 de febrero de 2022, que el nuevo formato político entre Ucrania, Polonia y el Reino Unido será la cooperación para luchar por la seguridad en la región. Según él, es muy importante el formato de cooperación política creado por los Ministerios de Relaciones Exteriores de los tres países:

El principal valor es, por supuesto, la seguridad en la región. Gracias a la seguridad, la cultura, la economía y el comercio pueden desarrollarse. Todos estamos interesados en esto en la región. Esta cooperación es una lucha por la seguridad en la región. Hemos visto la desestabilización en el flanco este de la OTAN... Gran Bretaña ha visto por sí misma cuáles son los brazos largos de Rusia y sus servicios de inteligencia... Nuestros ministros están trabajando para este formato.
Mateusz Morawiecki

La Ministra para la Reintegración de los Territorios Temporalmente Ocupados de Ucrania, Iryna Vereshchuk, cree que la alianza de Ucrania, Polonia y el Reino Unido puede convertirse en un formato importante para combatir la agresión rusa:

Soy muy optimista al respecto, porque entiendo cuán importantes son estos formatos hoy en día. Tanto [el primer ministro del Reino Unido, Boris] Johnson, como el Sr. [primer ministro polaco Mateusz] Morawiecki (nos reuniremos con ellos hoy) están haciendo lo que deberían estar haciendo los líderes del mundo libre: unirse y ayudar a Ucrania a enfrentar la amenaza de la Federación Rusa, dándose cuenta de que este es un desafío común y una responsabilidad compartida. No digo que sea la OTAN para tres, pero digo que esta alianza puede tener un buen efecto, tanto militar como político.
Iryna Vereshchuk

Durante una conferencia de prensa conjunta con Boris Johnson el 1 de febrero de 2022, el presidente de Ucrania, Volodímir Zelenski, declaró que ya ha comenzado el trabajo para crear una unión de Ucrania, Polonia y el Reino Unido. Zelenski agregó que podrá contar más sobre el pacto luego del inicio de su trabajo a nivel de dirigentes, además cree que es una muy buena plataforma de seguridad y comercio.

### Creación
Los Ministros de Relaciones Exteriores de Ucrania y el Reino Unido, Dmytro Kuleba y Liz Trass, anunciaron oficialmente en Kiev el 17 de febrero de 2022 el lanzamiento de un formato tripartito de cooperación con Polonia.  Según Dmytro Kuleba, la alianza se centrará en la cooperación económica, comercial y energética, así como en la lucha contra la desinformación. Planean prestar especial atención a la situación en Crimea.

Hoy tenemos el honor y el placer de anunciar el lanzamiento de un nuevo formato tripartito de cooperación entre Ucrania, el Reino Unido y Polonia. Desafortunadamente, por razones logísticas, los tres no podemos hacer esto, y Zbigniew Rau, nuestro colega polaco, debería estar aquí (Ministro de Relaciones Exteriores de Polonia - ed.), Pero él está con nosotros de forma remota y estamos anunciando el lanzamiento de este tripartito. Formato ucraniano-polaco-británico.
Dmytro Kuleba

Liz Trass, por su parte, dijo que el propósito de su visita era expresar el apoyo a Ucrania desde el Reino Unido. La titular de Exteriores señaló la ayuda que Londres ya está brindando a Ucrania. En particular, se trata de armas de defensa, formación de 22 000 militares ucranianos y 88 millones de libras de ayuda destinadas a la independencia energética de Ucrania:

Estoy muy impresionada de que, a pesar de la agresión de Rusia contra Ucrania, la vida aquí en Kiev continúa. Estoy impresionada por el estoicismo del pueblo ucraniano. Hoy quiero anunciar el próximo componente de nuestro apoyo: aumentar el nivel de apoyo para estos proyectos a 100 millones de libras. También me complace que hoy estemos lanzando una asociación tripartita con Ucrania y Polonia.
Liz Truss

## Opinión pública

### Ucrania
Según una encuesta realizada por la empresa sociológica ucraniana Rating, los ucranianos se muestran positivos acerca de la idea de una "Triple Alianza": el 61% de los encuestados está a favor y el 21% en contra. Además, el 12% de los ucranianos dijo que no le importaba y el 6% no pudo responder. Las encuestas se realizaron del 21 al 23 de enero de 2022 entre 2 500 encuestados. En la dimensión regional, la idea de crear una asociación de este tipo cuenta con el mayor apoyo de los residentes de las regiones occidental y central, así como de Kiev (nivel de apoyo del 65% al 76%). Los residentes de las regiones del sur (51% apoya, 31% no apoya) y las regiones del este (40% apoya, 38% no apoya) tienen una actitud un poco peor hacia esta iniciativa. Entre los partidarios de los partidos políticos, los abiertamente opositores de tal iniciativa son los partidarios de la "Plataforma de Oposición - Por la Vida" (62% no apoya), el "Partido de Shariy" (67%) y el partido de Yevheniy Murayev "Nashi" (68%). Entre los votantes de otros partidos, el número de los que apoyan tal iniciativa supera con creces el número de sus opositores. El mayor apoyo a la idea de crear una unión político-militar de Polonia, Ucrania y el Reino Unido lo disfrutan los votantes de los partidos "Solidaridad Europea", "Libertad" y "Fuerza y Honor" (nivel de apoyo superior al 80%).